# Astro (groupe chilien)
Pour les articles homonymes, voir Astro.
Astro est un groupe de rock indépendant chilien, originaire de Santiago. Il est formé en 2008 par Andrés Nusser (chant, guitare, claviers), Nicolás Arancibia (claviers, basse), Daniel Varas (claviers, percussions) et Octavio Cavieres (batterie, percussions), et séparé en 2016.

## Biographie
Le groupe est formé à la fin de 2008 par Andrés Nusser et Octavio Cavieres, qui étaient partenaires de l'Escuela Moderna de Música au sein de Moustaches!, un duo formé par Daniel Varas et Nicolás Arancibia. 
En 2009, ils publient leur premier EP intitulé Le Disc de Astrou, qui attire l'attention nationale et latino-américaine. À cette période, ils jouent en Argentine et en Uruguay et sont, plus tard, invités au festival de musique Vive Latino au Mexique. Ici, ils obtiennent un succès considérable avec le morceau Maestro distorsión et un label mexicain indépendant acquiert les droits pour éditer la première édition physique de leur EP (qui a été publié au Chili début 2011). En 2011, ils ouvrent pour les groupes Metronomy et The Sea and Cake à Santiago, et jouent à d'importants festivals tels que le Rock al parque en Colombie et le Primavera Fauna.
Au second semestre 2011, ils publient leur premier album studio, Astro. Le premier single de l'album s'intitule Ciervos, dont le clip est réalisé par Óscar Wakeman. Il est suivi par les singles Colombo et Panda - le clip vidéo de ce dernier a été censuré sur YouTube. En décembre 2012, l'album est inclus dans la liste des 50 albums de 2012 par National Public Radio. En 2013, ils sont l'un des groupes chiliens invités à se produire au festival Lollapalooza de Chicago, au Mysteryland à Amsterdam et au Primavera Sound à Barcelone. Longtemps après avoir sorti leur single Hawaii, ils publient deux nouveaux singles ; Caribbean et Druida, qui sont un aperçu de leur troisième et dernier album sorti en décembre 2015 intitulé Chicos de la luz.
En mai 2016, Andrés Nusser annonce son départ du groupe et une pause indéfinie, après la tournée qu'ils ont effectué au Mexique, quelques dates définitives en Équateur, et un dernier concert à Santiago.

## Membres
- Andrés Nusser - chant, guitare, claviers
- Octavio Cavieres - batterie
- Nicolás Arancibia (Lego Moustache) - percussions, basses, chœurs
- Daniel Varas (Zeta Moustache) - claviers, chœurs

## Discographie

### Albums studio
- 2011 : Astro
- 2015 : Chicos de la luz

### EP
- 2009 : Le Disc de Astrou

### Singles
- 2009 : Maestro distorsión
- 2012 : Ciervos
- 2012 : Colombo
- 2013 : Panda
- 2013 : Hawaii
- 2014 : Manglares
- 2015 : Caribbean
- 2015 : Druida
- 2016 : Warrior

### Remixes
- 2010 : Javiera Mena - Hasta la verdad
- 2012 : Svper - La Melodía del afilador
- 2013 : Gepe - En la naturaleza (4-3-2-1-0)

## Bandes son
- Panda (jeu vidéo FIFA 13 d'Electronic Arts)
- Ciervos (film chilien Joven y Alocada (2012))
- Maestro distorsión (film chilien Drama (2010))
- Ea Dem! et Drogas mágicas (film chilien Qué pena tu vida (2010))
- Volteretas (film chilien Tráiganme la cabeza de la mujer metralleta (2012))[7]
- Panda et Ciervos (film américano-chilien Aftershock (2013))
- Caribbean (film Before I Fall (2017))

## Prix
- 2013 : groupe LAMC Discovery (récompensé)